# MK體育場
MK運動場（英語：Stadium mk，初時稱為stadium:mk，美術化stadiummk）在本地稱為「登比運動場」（Denbigh Stadium），是位於英格蘭白金汉郡新市鎮米尔顿凯恩斯登比區（Denbigh）一座足球運動場，由「HOK體育」（HOK Sport）設計，已建成的第一期工程由土木工程公司「白金漢建築集團」（Buckingham Group Contracting）承建。MK運動場是米尔顿凯恩斯足球俱乐部的主場球場。
球場現時僅開放下層看台可容22,000名觀眾，如開放第二層可容納32,000人，當有需要時，可增建第三層看台將容量進一步增加至最多45,000人。於擴建完成後，球場將達到歐洲足協五星級足球場的規格，而球場採用天然草加固人造草纤维（Desso GrassMaster）舖設草坪。

## 背景
2002年5月當溫布頓獲准由原本位處的南倫敦遷移到60英哩外的米尔顿凯恩斯時首次提出興建新球場，球隊於遷入新球場前採用「國家曲棍球球場」（National Hockey Stadium）為主場並正式更名米尔顿凯恩斯足球俱乐部。新球場原本預定於2004/05年球季落成，結果延後三年才完成啟用，於2007年11月29日由英女王伊丽莎白二世主持揭幕。

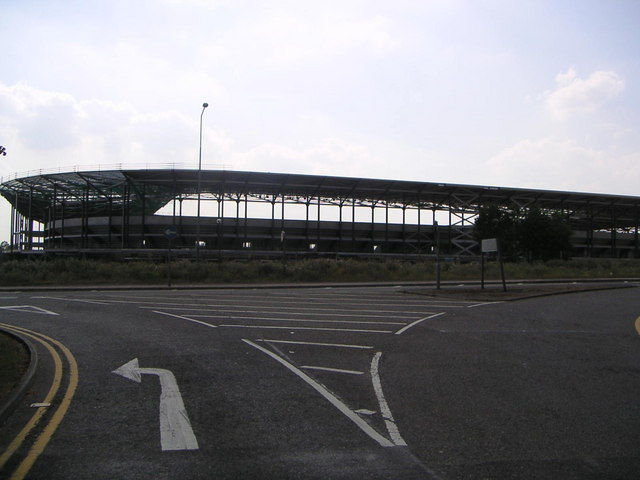
興建中的新球場
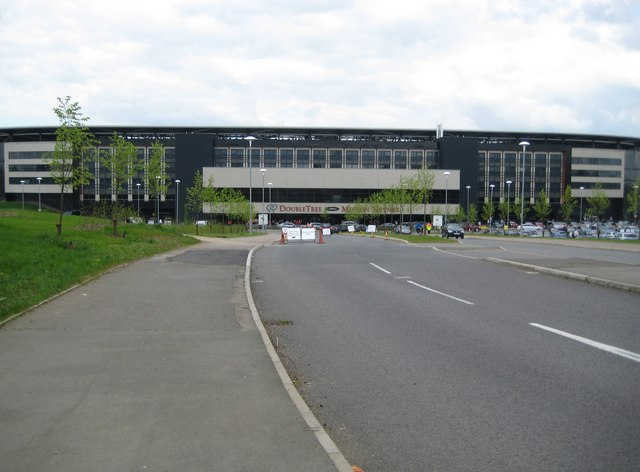
球場外觀

## 運動場規模
初時有關注球場規模過大，對球會的入場觀眾數字過於樂觀。雖然觀眾數字在搬離「國家曲棍球球場」（National Hockey Stadium）後有所增長，但至今仍未有一場主場賽事賣得滿堂紅，每年平均入場入數亦僅及容量的一半。
| 球季      | 級別        | 最高   | 最低   | 平均   |
| --------- | ----------- | ------ | ------ | ------ |
| 2008/09年 | 英甲（III） | 17,717 | 06,931 | 10,550 |
| 2009/10年 | 英甲（III） | 16,713 | 08,528 | 10,289 |
| 2010/11年 | 英甲（III） | 10,554 | 07,011 | 08,270 |

## 南看台
MK運動場的南看台被米爾頓凱恩斯的球迷親暱稱為「牛舍」（Cowshed），源於米尔顿凯恩斯「中米爾頓凱恩斯購物中心」（Central Milton Keynes Shopping Centre）著名的雕塑「水泥乳牛」（Concrete Cows）。在米爾頓凱恩斯的舊球場供主場球迷入座的看台亦稱為「牛舍」。

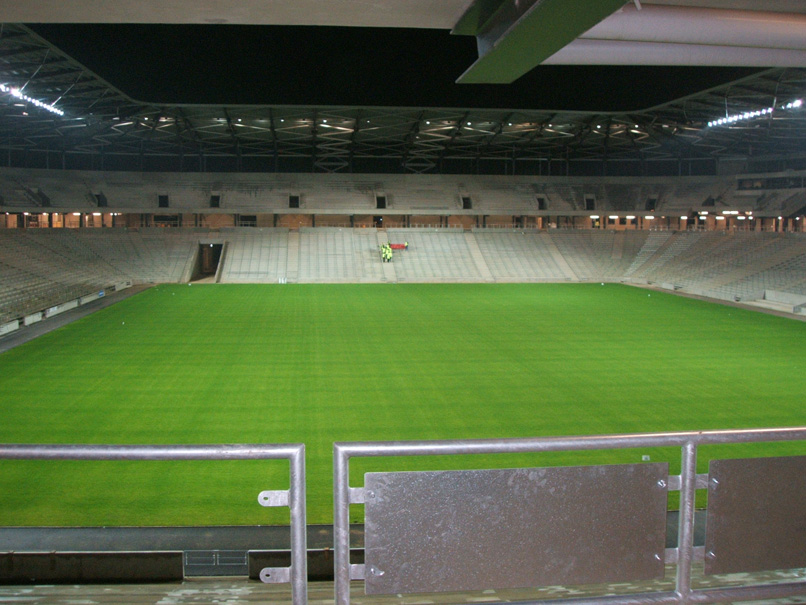
由南看台俯瞰草坪
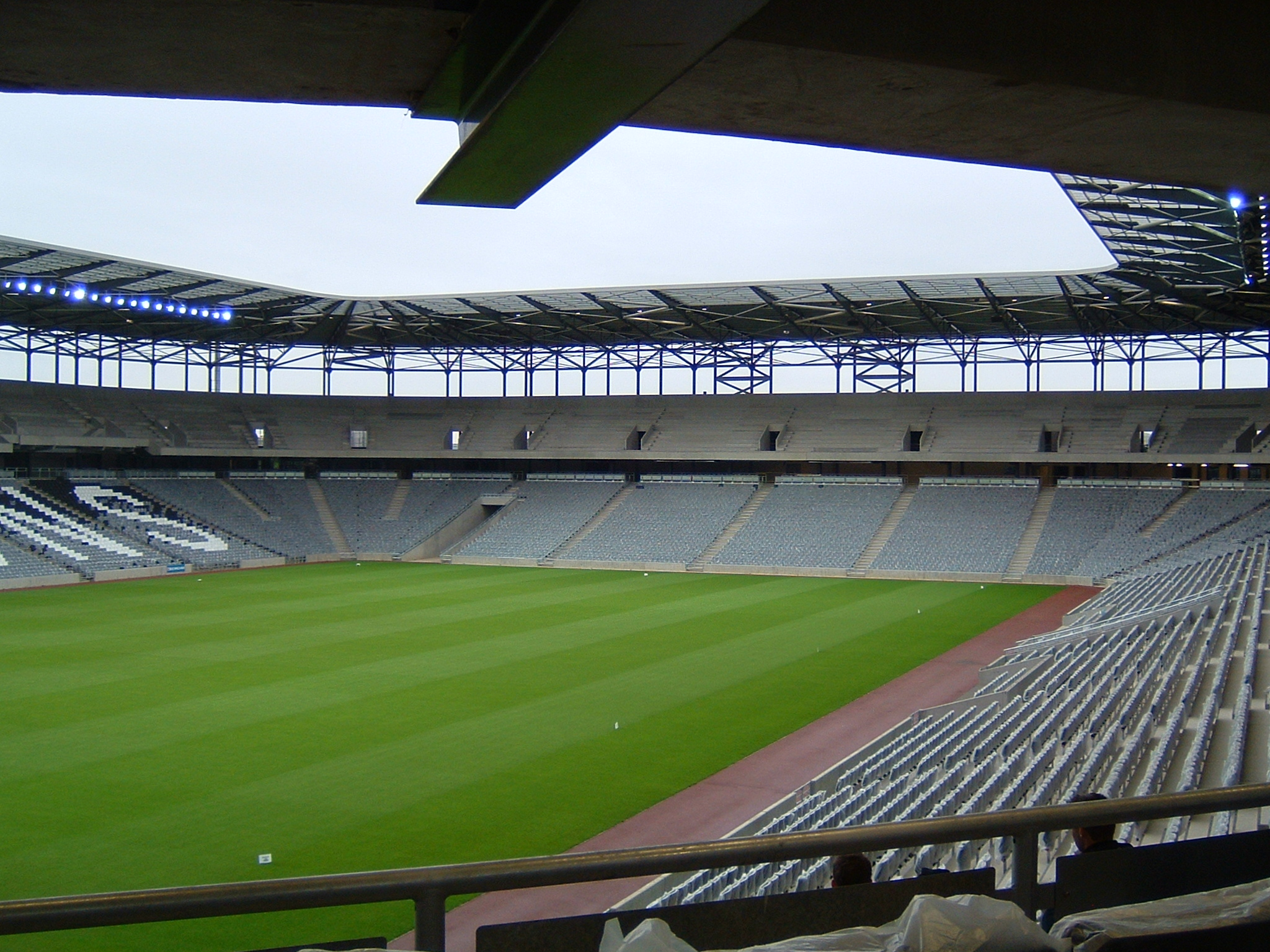
南看台

## 外部連結
- Stadium official website (Under construction)
- Stadium:mk's section on Buckingham Group Contracting
- Aerial shot of the site in 1999
- 3D Model of Stadium:MK in Google Earth （页面存档备份，存于） - Modeled by Sam Johnson （页面存档备份，存于）